# 週二懸疑劇場
週二懸疑劇場，是日本電視台由1981年9月29日至2005年9月27日期間，於每週星期二播出的一個長時間電視劇節目時段，通常播出二小時電視劇。通稱「Kasasu」（火サス）。
直至現在，即使節目時段已經結束，有一部分的地方頻道電視台，以及BS日本（BS衛星頻道）、日視Plus（CS衛星頻道）等仍不斷重播舊有作品。

## 概要
劇場時段原則時間為晚上21:00 - 22:54（JST)，以毎週一集完結的形式（極少數作品會分為兩週前後編形式播放）播映二小時懸疑劇，正如節目名稱，本時段專門播映懸疑劇。在啟播初期，除懸疑劇外，該時段亦有播映驚慄系的劇集作品。
劇場首次播映的懸疑劇是由島田陽子主演的《球形的荒野》（松本清張原作）。1980年代《懸疑劇場》一眾老手的製作團隊，以日本的推理作家（尤以松本清張為甚）的作品及海外懸疑作品作為題材，製作出一系列風格厚重的映像化作品，結果大受觀眾歡迎。劇場全盛期的收視率經常達百分之二十五或以上。對於日本電視台來講，《週二懸疑劇場》是繼1980年開始播映的、由讀賣電視台製作的《週四黃金劇集》之後第二個設立的二小時劇集時段。在此之後，1988年日本電視台再設立《週三Grand Roman》另一個二小時劇集時段，但《週二懸疑劇場》是三個劇場時段當中最為重要、設立時間為時最長的時段。自1990年代之後，劇場以五十歳以上的女性觀眾為目標播映多套經典系列劇，行走安定路線。
在本時段開播之後，每週的《週四黃金劇集》主要改由讀賣電視台所製作（在此之前，《週四黃金劇集》由日本電視台和讀賣電視台交互製作）。《週二懸疑劇場》開播後《週四黃金劇集》亦成為如札幌電視台、岩手電視台和福岡放送等日本電視台系列地方頻道所製作的二小時劇集播放的時段，劇集的題材亦多與該地方頻道所在當地的風土人情有關。
自1981年開始播映以來的24年間，《週二懸疑劇場》曾有一段時期的收視率平均超越百分之二十，但進入21世紀劇場時段的收視率開始下跌，而且下跌的勢頭無法制止，最終劇場於2005年9月27日之後結束播映。最後一次的播映內容是出演劇場次數最多男演員水谷豐主演的《事件記者・三上雄太III 逃走援助》，因該晚劇場時段前需播映三小時綜藝特別節目，劇場因而需延遲一小時（即22:00 - 23:54）播映。
後繼節目時段是《DRAMA COMPLEX》（2005年11月1日 - 2006年10月17日）及再之後的《週二劇集GOLD》（2006年10月31日 - 2007年3月27日）。這兩個後繼節目時段與《週二懸疑劇場》一樣繼續實施比多聲道廣播更甚的口述影像廣播（視乎作品有時亦會以立體聲廣播）與實時字幕廣播。
劇場結束播映5年後的2010年9月27日，日本電視台平日下午的情報節目《DON!》的《今日是甚麼日子》環節介紹了當日是「《週二懸疑劇場》結束日」，環節中播出了與著名二小時劇集演員船越英一郎有關《劇場》的訪問，並介紹了出演《劇場》最多的男演員（第一名水谷豐）、女演員（第一名濱木綿子）以及飾演犯人最多的演員（第一名藤真利子）。
廣告贊助方面，於劇場第一回播映《球形的荒野》的時候，廣告仍然繼承前身節目的廣告，九時時段繼承前身《職業獵人》時段的廣告，同樣十時時段繼承前身《等待三年的女子》時段的廣告。但到翌週（1981年10月6日）播出第二回《消失的油輪》（消えたタンカー）的時候，九時與十時時段的廣告贊助卻相互逆轉，在這之後劇場廣告贊助維持每週兩時段廣告贊助相互逆轉的情況。
劇場製作人亦嘗試起用大林宣彦、神代辰巳、鈴木清順、實相寺昭雄等一眾已獲不少名聲的電影導演來為《劇場》執導以導演個人意向為主導的實驗作品。當中這些導演製作了一些被認為是前衛電影而令一般人難以理解的作品，對於普遍需要一定程度（容易理解）內容的兩小時電視劇來說，《週二懸疑劇場》的作品表現出一種與眾不同的特殊傾向。

### 播映時間的變遷
| 播映期間               | 播映時間（JST）             |
| ---------------------- | --------------------------- |
| 1981年9月 - 1986年3月  | 週二 21:02 - 22:54（112分） |
| 1986年4月 - 1988年3月  | 週二 21:02 - 22:51（109分） |
| 1988年4月 - 1989年3月  | 週二 21:02 - 22:52（110分） |
| 1989年4月 - 1993年9月  | 週二 21:03 - 22:52（109分） |
| 1993年10月 - 1994年3月 | 週二 21:03 - 22:54（111分） |
| 1994年4月 - 1994年9月  | 週二 21:03 - 22:55（112分） |
| 1994年10月 - 2005年3月 | 週二 21:03 - 22:54（111分） |
| 2005年4月 - 2005年9月  | 週二 21:00 - 22:54（114分） |

## 歷代工作人員

### 策劃
總製作人、總務責任人（執行導演或總導演亦有擔當責任者）
- 山本時雄（開始當初 - 1986年3月）總製作人
- 小坂敬（開始當初 - 1992年6月）總製作人（擔任當初）→執行製作人（擔任終期）
- 長富忠裕（1992年7月 - 1999年7月）總製作人（擔任當初）→執行導演（擔任終期）
- 酒井浩至（1999年8月 - 2005年6月）總導演（擔任當初）→執行導演（擔任終期）

### 製作人
劇場開始起的約一年間，劇集的製作人主要由長富忠裕、山口剛、加賀義二、高橋靖二、小杉義夫、伊藤祥二（有時候亦兼任導演）等人為中心輪流擔任，偶爾清水欣也參與的模式。特別是山口、高橋、加賀三人，在《懸疑劇場》的前身劇集系列時段《星期二之女系列》（火曜日の女シリーズ）的時候就已經在當時擔任總製作人的小坂敬的屬下十分活躍，三人以推理迷的身份和執著不服輸的性格而廣為人知。1982年後，比起開播當時的製作人陣容之上，再加入了日本電視台的老手導演野末和夫和嶋村正敏，另一方面，從分包子公司調出的川原康彦亦加入。在之後數年，由現在已經離開日本電視台的原總製作人加藤教夫與製作人山口剛擔任製作。在最後階段，主要由總製作人的服部比佐夫與多名製作人携手製作。另外，同屬日本電視台系列的中京電視台或岩手電視台亦有與日本電視台合作製作。

### 總製作人（自1998年起表示）
由於列於策劃一欄的總製作人及以其為中心的製作團隊是隸屬於編排局，所以編排局內負責統轄連續劇製作的總製作人亦會列於工作人員名單之上。但是一般相信這位總製作人極少實際參與製作。
- 重松修
- 佐藤敦
- 増田一穗
- 梅原幹（2003年8月 - 劇場結束）

### 製作
日本電視台

## 音樂

### 開場曲
開場曲於節目開頭使用，開場曲最後的部分與各期主題曲的副歌部分接續。但是自2005年起的播放（第八代開場片段）開場曲最後的部分再不與各期主題曲的副歌部分接續。
1. 「夢的午夜危機小夜曲（夢のセレナードミッドナイトクライシス）」（1981年9月29日 - 1983年4月26日） - 副題「週二懸疑劇場開場曲'81」
  - 作曲：John Scott、編曲：木森敏之

以美國電影《碧血長天》的背景音樂作為原曲。
在對原曲的編曲之中，並非完全100%忠實地沿用原曲旋律，而是對原曲的主旋律作出了若干改動。
對在第二代曲目後仍沿用的前奏部分與主旋律的結束部分進行補作。
因此編曲的木森敏之有時都被認為是此曲的共同作曲家。
※JASRAC的作品資料庫則顯示是木森敏之單獨作曲的作品。
2. 「週二懸疑劇場閃回曲（火曜サスペンス劇場フラッシュバックテーマ）」（1983年5月3日 - 1989年5月30日）
  - 作曲、編曲：木森敏之
3. 「週二懸疑劇場閃回曲（火曜サスペンス劇場フラッシュバックテーマ）」（1989年6月6日 - 2005年9月27日） - 第二代編曲
  - 作曲：木森敏之[2]

改變了曲中一部分的音色，成為了有少許不思議感覺的開場曲。音調是E小調。一般大眾熟知的就是這個版本。

此開場音樂在日本幾乎等同是「懸疑」的同義詞，甚至不只本家的日本電視台，其他電視台（例如比更頻繁使用此曲的富士電視台）的綜藝節目一旦觸及有關懸疑的內容，只要同時播放此曲的話，必然有很好的效果。吉本新喜劇亦經常使用本曲。《笑點》大喜利中林家太平在演殺人事件段子（主要是將崖邊上的老爺爺（大抵是桂歌丸）推倒）的時候亦經常哼出此音樂。電影《被討厭的松子的一生》中有一幕主角妄想出來，就像電視劇一般的場面。這個妄想當中的背景音樂就利用了此開場音樂，而且單單是為了這一幕就安排了片平渚、本田博太郎、田中要次等經常出演兩小時劇集的演員出場，此舉被認為是向本劇場致敬。更者在2016年1月4日播出的綜藝《DownTown之不能給小孩的工作!!》的《絕對不准笑名偵探24小時・完全版未公開片段》內，在有關殺人事件的場景中，亦播放了本懸疑劇場的開場曲和初期的完場曲《聖母們的搖籃曲》。

### 主題曲
主題曲會在劇集開場及結尾使用，劇集開場的時候主題曲的副歌部分會與開場曲最後的部分接續。此做法直至2005年起（第8代開場片段），劇集開場曲最後的部分不再接續主題曲的副歌部分，而直接播放劇集內容。週二懸疑劇場被認為是日本第一個為時段創作有歌手演唱的主題曲的兩小時劇集時段。
最初的主題曲《聖母們的搖籃曲》，原本只是電視台為節目完場而製作的歌曲，歌曲錄音時全長只有約一段落，並沒有為歌曲推出唱片的打算。但是劇集時段啟播後觀眾的反應熱烈，電視台就把當初歌曲錄音時的母帶複製成錄音帶，作為抽中觀眾來信禮物的形式發放，原本只預備了200份的禮物最後竟然收到了28萬封來信。徇眾要求，1982年5月21日演唱本曲的岩崎宏美所屬的唱片公司Victor音樂產業正式為此曲推出唱片，結果唱片大賣。同年此曲亦奪得當年的日本歌謠大賞。之後岩崎總共為懸疑劇場獻唱了六首主題曲，1986年10月21日更在懸疑劇場中作出了首次劇集出演（主演）。

#### 歷代主題曲
| #  | 歌手          | 主題曲                                | 期間                           | 作詞者                  | 作曲者                           | 編曲者                                                 |
| -- | ------------- | ------------------------------------- | ------------------------------ | ----------------------- | -------------------------------- | ------------------------------------------------------ |
| 1  | 岩崎宏美      | 聖母們的搖籃曲 （聖母たちのララバイ） | 1981年9月29日 - 1983年4月26日  | 山川啟介                | 木森敏之 John Scott              | 木森敏之                                               |
| 2  | 岩崎宏美      | 家路                                  | 1983年5月3日 - 1984年6月26日   | 山川啟介                | 木森敏之                         | 木森敏之                                               |
| 3  | 岩崎宏美      | 橋                                    | 1984年7月3日 - 1985年6月25日   | 山川啟介                | 木森敏之                         | 木森敏之                                               |
| 4  | 岩崎宏美      | 25時的愛之歌 （25時の愛の歌）         | 1985年7月2日 - 1986年9月30日   | 山川啟介                | 木森敏之                         | 木森敏之                                               |
| 5  | 岩崎宏美      | 掌心的夜晚 （夜のてのひら）           | 1986年10月7日 - 1987年11月24日 | 來生悅子 （来生えつこ） | 筒美京平                         | 武部聰志                                               |
| 6  | 杉山清貴      | 風的LONELY WAY （風のLONELY WAY）     | 1987年12月1日 - 1988年12月20日 | 田口俊                  | 杉山清貴                         | 林哲司                                                 |
| 7  | 柏原芳惠      | 化石之森 （化石の森）                 | 1988年12月27日 - 1989年5月30日 | 荒木豐久                | 筒美京平                         | 武部聰志                                               |
| 8  | 竹内瑪莉亞    | Single Again （シングル・アゲイン）   | 1989年6月6日 - 1990年9月18日   | 竹内瑪莉亞              | 竹内瑪莉亞                       | 山下達郎                                               |
| 9  | 竹内瑪莉亞    | 告白                                  | 1990年9月25日 - 1991年10月1日  | 竹内瑪莉亞              | 竹内瑪莉亞                       | 山下達郎                                               |
| 10 | 真璃子        | 想成為你的海 （あなたの海になりたい） | 1991年10月8日 - 1992年9月22日  | 山口岩男                | 山口岩男                         | 船山基紀                                               |
| 11 | 益田宏美      | 以愛為名的勇氣 （愛という名の勇気）   | 1992年10月13日 - 1993年9月28日 | 大津彰 （大津あきら）   | 安部恭弘                         | 萩田光男                                               |
| 12 | 中村彩花      | 超越遙遠的時間 （遥かな時を越えて）   | 1993年10月12日 - 1994年3月29日 | 小田佳奈子              | 川島美香 （川島だりあ）          | 池田大介                                               |
| 13 | 白井貴子      | 無名的愛就好 （名前のない愛でもいい） | 1994年4月12日 - 1995年1月31日  | 秋元康                  | 白井貴子                         | 十川知司 白井貴子                                      |
| 14 | 澤田知可子    | Day by day                            | 1995年2月7日 - 1996年3月26日   | 澤田知可子              | 澤田知可子                       | 小野澤篤 服部克久（弦樂編曲）                          |
| 15 | 高橋真梨子    | 抱歉… （ごめんね…）                   | 1996年4月2日 - 1997年5月27日   | 高橋真梨子              | 水島康宏                         | 十川知司                                               |
| 16 | 石井明美      | 敘事曲 （バラード）                   | 1997年6月3日 - 1998年4月7日    | Joe Rinoie              | Joe Rinoie                       | Joe Rinoie、鈴川真樹 島健 with Joe Rinoie （弦樂編曲） |
| 17 | 酒井法子      | 側臉（横顔）                          | 1998年4月14日 - 9月22日        | 辛島美登里              | 辛島美登里                       | 十川知司                                               |
| 18 | Paradise Lost | 體溫（体温）                          | 1998年10月13日 - 1999年4月27日 | 康珍化                  | 梶原秀剛                         | 鈴木雅也 井上鑑（弦樂編曲）                            |
| 19 | 中村雅俊      | 寂寞的人 （哀しい人）                 | 1999年5月4日 - 2000年3月14日   | 山田弘 （山田ひろし）   | 都志見隆                         | 十川知司                                               |
| 20 | 高橋真梨子    | 幸福之形 （幸せのかたち）             | 2000年4月4日 - 9月26日         | 高橋真梨子              | 住吉中                           | 十川知司                                               |
| 21 | 工藤靜香      | 深紅的花 （深紅の花）                 | 2000年10月3日 - 2001年10月16日 | 橘朋實                  | YOSHIKI                          | YOSHIKI                                                |
| 22 | ANRI（杏里）  | Tears in Crystal                      | 2001年10月23日 - 2002年5月28日 | 吉元由美                | ANRI                             | Jochem van der Saag                                    |
| 23 | 安全地帶      | 邂逅（出逢い）                        | 2002年6月4日 - 2003年12月9日   | 松井五郎 玉置浩二       | 玉置浩二 安藤里子 （安藤さと子） | 安全地帶 星勝                                          |
| 24 | 一青窈        | 花水木                                | 2004年1月6日 - 12月14日        | 一青窈                  | 益子多四郎 （マシコタツロウ）    | 武部聰志                                               |
| 25 | 中村雅俊      | 空蟬（空蝉）                          | 2005年1月11日 - 5月31日        | 一青窈                  | 益子多四郎 （マシコタツロウ）    | 河野伸                                                 |
| 26 | 森山直太朗    | 愛情的黃昏（小さな恋の夕間暮れ）      | 2005年6月7日 - 9月27日         | 森山直太朗 御徒町凧     | 森山直太朗 御徒町凧              | 渡邊善太郎                                             |

## 播放形式

### 主題標誌
《週二懸疑劇場》的主題標誌文字是呈斜體表示。主題標誌會在開場片段開頭和過場片段中使用。第七代標誌的文字左側與右側的傾斜度有所不同。

### 開場片段
節目開頭配合開場音樂首先會展示番組《週二懸疑劇場》的主題標誌，映像之後會穿插整體故事的剪輯片段。再之後，背景音樂會由開場音樂（週二懸疑劇場閃回曲）改為主題曲，同時再次展示主題標誌（不過第八代的開場片段開場音樂之後並沒有接續主題曲，主題標誌只在開場片段開頭展示）。
直至第三代開場片段為止，對以菲林拍攝和視像拍攝的作品開場片段會有不同對應。實際不止是開場片段，由開場至廣告贊助商展示，直至劇集結束最後的人員名單都會有菲林和視像兩種版本，菲林作品使用菲林版本，視像作品使用視像版本。菲林拍攝的作品節目中的字幕和結尾人員名單均是燒錄至菲林上的狀態。第四代及之後的開場片段無論是菲林拍攝和視像拍攝的作品都是配以視像版本的開場、廣告贊助商展示和結尾人員名單。
開場片段中，在音樂轉為主題曲並第二次展示主題標誌之後的映像部分，在不同時期都有所不同。初代與第二代的開場片段在主題標誌第二次出現之後（即展示廣告贊助商之前的部分）亦只有特效背景，該回劇集的名稱及主要製作人員（編劇、配樂、導演等）於劇集開始之後才在畫面表示。第三代至第七代的開場片段在第二次展示主題標誌之後會配合主題曲旋律順次展示該回劇集的主演、劇集名稱（劇集系列名稱、劇集系列集數、副標題等）。展示廣告贊助商的部分一般都在開場片段的結尾（在BS日本重播的時候結尾不會展示廣告贊助商，而畫面右下角會加上劇場主題標誌），但到了第七代開場片段的中期及之後，廣告贊助商部分的背景變成了高光的劇集片段。很多時候開場片段中劇集名稱都以簡單的白色文字展示，有部分受歡迎的劇集系列（例如《警視廳鑑識班》系列）會有多彩的專屬劇集標誌。開場片段的主題曲有部分經常與正式歌曲CD時所收錄的音源有所不同。
|   | 期間                           | 電腦效果 | 背景音樂 |
| - | ------------------------------ | --- | --- |
| 1 | 1981年9月29日 - 1983年4月26日  | 以黑暗的背景配以北極光及不同顏色的網狀方格為主題。 主題標誌為白色。                                                         | 初代開場曲《夢的午夜危機小夜曲》 開場的主題曲部分並非直接使用《聖母們的搖籃曲》的原曲而使用了經改编的背景音樂（只在結尾時才使用原曲）。                                                                                            |
| 2 | 1983年5月3日 - 1984年6月26日   | 以多條光線的組合為主題。 主題標誌為白色。                                                                                   | 第二代開場曲《週二懸疑劇場閃回曲》 開場曲最後的部分與主題曲的副歌部分接續。 |
| 3 | 1984年7月3日 - 1986年9月30日   | 以水面及雷射光線為主題。 主題標誌為白色。                                                                                   | 第二代開場曲《週二懸疑劇場閃回曲》 開場曲最後的部分與主題曲的副歌部分接續。 |
| 4 | 1986年10月7日 - 1989年9月26日  | 以紫藍色的旋渦配以白色的碎片為主題。 此版開始以3D電腦圖形製作。 主題標誌為橙色。                                            | 第二代開場曲《週二懸疑劇場閃回曲》 第三代開場曲《週二懸疑劇場閃回曲》 不論兩代開場曲，其最後部分都與主題曲的副歌部分接續。 |
| 5 | 1989年10月3日 - 1992年9月22日  | 以藍色和紅色的火焰為主題。 主題標誌為白色。                                                                                 | 第三代開場曲《週二懸疑劇場閃回曲》 在10周年記念的時候，在作品播映時（主題曲為《告白》）有專用的接續音樂。 由1991年10月8日起至1992年9月22日，開場片段後接續的主題曲副歌部分縮短至1分40秒。 開場曲最後的部分與主題曲的副歌部分接續。 |
| 6 | 1992年10月13日 - 1999年4月27日 | 在縮放了的瞳孔中，映照出紅色的爆發，之後主題標誌彈出至前方造成波浪裂紋，似將一層玻璃打碎一般的動畫。 主題標誌為金色。       | 第三代開場曲《週二懸疑劇場閃回曲》 由1998年10月13日起至1999年4月27日，開場片段後接續的主題曲副歌部分縮短15秒至1分25秒。 開場曲最後的部分與主題曲的副歌部分接續。                                                                   |
| 7 | 1999年5月4日 - 2004年12月14日  | 小人飛往一個巨大的時鐘表面，然後時鐘表面像冰面般破裂，之後出現像是在水中有光線從水面上照射下來景象的動畫。 主題標誌為紅色。 | 第三代開場曲《週二懸疑劇場閃回曲》 至2003年10月開始，展示廣告贊助部分的時候，背景由開場片段映像改為播放劇集剪輯（有聲音）。主演、劇集標題的表示有固定時間。                                                                        |
| 8 | 2005年1月11日 - 9月27日        | 被火焰燃燒著的白玫瑰出現蝴蝶與蜘蛛的動畫。                                                                                  | 第三代開場曲《週二懸疑劇場閃回曲》 只播放《週二懸疑劇場閃回曲》，沒有接續主題曲的副歌部分和廣告贊助部分。 |

### 過場
劇場在進入廣告時段之前必定會播放過場片段。過場片段映像與每代的開場片段背景相對應。過場片段的音樂名為《週二懸疑劇場過場》（火曜サスペンス劇場アイキャッチ）（作曲・木森敏之）。過場片段的映像和音樂亦充滿懸疑氣氛，特別是過場音樂仍然經常被用作產生懸疑效果。對比日本大部分電視節目在進入廣告時段之前都沒有預告的情況下，劇場的過場片段對於觀眾來說是一個友善的舉措。
有一部分不屬於日本電視台系列的電視台，在重播劇場作品的時候不會播出過場（例如屬朝日電視台系列的瀨戶内海放送，在即將過場前會在畫面右上方展示自家電視台標誌，之後播放廣告）。另外屬日本電視台系列的廣島電視台以《週六特別劇》（土曜ドラマスペシャル）等名義重播劇場作品時，在過場時候會照常播出背景音樂，但畫面會改為靜止效果圖並加上節目名稱代替。

### 結尾
劇場初期作品，在結尾部分展示製作人員名單的時候，排列會先由主題曲歌曲名稱開始，之後是順序表示演員、工作人員名單，展示形式不限於只以滾動形式展示。
1986年10月之後，結尾部分原則上一律以配合主題曲以滾動形式展示，名單首先展示負責製作的電視台（通常是「日本電視台」），之後順序表示演員、工作人員名單，最後展示製作劇集的製作公司。日本電視台在方針上，對於如果是將動畫和戲劇作品外包給製作公司的情況下，並不會將自己與製作公司聯合列出為製作方，而是會分開表示（例如：東映負責製作的場合，結尾會展示「製作 日本電視台（日視）」 - 「製作著作 東映株式會社」（不過如果是自己製作或子公司NTV映像中心製作的作品則除外））。另外，大部分時候製作人員名單都是以橫列文字，由下至上滾動的形態展示。不過日本電視台以外的電視台，在重播的時候卻會加入「製作 日本電視台」的字幕。結尾播放的主題曲多與歌曲CD時所收錄的音源一致，但是《敘事曲》與《側臉》在CD發售前後卻有所分別。《敘事曲》是在前奏起始部分有改變，而《側臉》則是CD發售前在劇場結尾播放的版本與CD不一樣，但CD發售後則變成CD版本。

### 副聲道、字幕播映
為了照顧視障的觀眾，劇場於1983年4月播映的《突然的明日》（紺野美沙子主演）起開始增加副聲道，提供由稱為「Eye Partner」（アイパートナー）的解説擔當者（石丸博也）進行場面解説的服務，是民營電視台劇集的首次。Eye Partner會詳細描述講述主人公的心理描寫或者微細的情景，單獨只聽解説亦可以達致像收聽電台廣播劇的效果。不只是視障的觀眾，有一些因為家事而目光需暫時離開電視螢幕的家庭主婦觀眾來說，場面解説能讓她們只靠聲音仍可以了解內容，所以提供副聲道的做法大受好評。場面解説會經常出現一些例如「他搖搖頭」、「回想･･･（回想片段的描寫）･･･回想結束」等獨特的說話方法。
副聲道在開場片段的時候就已經開始，首先會讀出《週二懸疑劇場》的標題，之後再介紹今次作品的名稱、故事、主演、原作、編劇、導演。結尾部分在播出主題曲的同時讀出「主要的演員有・・・（讀出各位演員名稱）・・・另外而及其他各位。」介紹主要演員，最後讀出「這個節目的介紹人，Eye Partner，是我石丸博也。」之後結束。
因為這次試驗的成功，副聲道亦於日本電視台的另一個二小時劇集時段《週三Grand Roman》及其他單發二小時劇集中實施。現時仍在日本電視台播出的二小時《週五電影院》時段，若該時段是播放單發劇集或日本電影（部分動畫片除外）的場合亦會實施副聲道解說。
讀出廣告贊助的主聲道與副聲道都由播音員讀出，主聲道會讀出「（企業名）+另外由以下的企業贊助播出。」，而副聲道則會將全部贊助企業讀出。由於「以下的企業贊助」實際仍有三至四間企業，因此副聲道會以非常快的速度讀出。此外1990年代初有一段時間副聲道的播音員讀出廣告贊助時並不是以「這個節目由......」開始，而是以「這個節目的副聲道由......」為開始句。
此外，為了照顧聽障者，實施副聲道的同時亦會實行字幕播映。

### 直播
週二懸疑劇場只實行過一次全編直播播出。該次直播的劇集是《你就是我的唯一》（たったひとりのあなたのために）（1985年12月24日播映、出演：岸本加世子、松村雄基、刀根麻理子）。在該次播映之後，熊本縣民電視台本來在新聞電視節目表顯示會重播該劇，但最終取消播映並播映其他作品。

### 次回預告
劇集本編播畢後會播出次回預告。背景音樂為《閃回曲》。旁白會說明下期劇集的故事內容，最後會以「週二懸疑劇場。（次回的劇集名稱）。晚上9時03分敬請期待。」作結（映像同時亦會顯示「○月○日晚上9時03分 敬請期待。」的字幕）。有段時期在播出次回預告後會再播出《週二懸疑劇場 近期製作》（火曜サスペンス劇場 制作だより），是再下一期預定播出的劇集預告（背景音樂為經重新編曲的主題曲旋律）。1998年10月13日起次回預告時長縮短為30秒。

## 事前迷你節目

### 週二懸疑競猜
1998年10月至2005年3月期間（播放時間為九時零三分至十時五十四分時段的時代），劇場開始前的九時正至九時零三分會播放與之後劇場內容一部分有關的競猜遊戲節目《週二懸疑競猜》，猜中答案的觀眾可以獲得價值三萬日圓的禮券（旁白為來宮良子。有一段時期札幌電視台和讀賣電視台曾經就同一內容獨自出題。）。競猜問題一般與劇中場面、犯人、事件的手法或地名等內容有關。由於不知道該場面會何時出現，觀眾想答對問題就必須從最初一直觀看至最後，而這迷你節目的最後部分，參演人員亦會喊出「答案就在一會之後」吸引觀眾。同時在副聲道雖然已經讀出參加來信的寄送地址，但觀眾仍然有可能以網上形式參加。

### 今夜的懸疑
1998年9月之前劇場開始前的這三分鐘會播出《今夜的懸疑》，日本電視台的女性廣播員會在演播室介紹今週劇集內容的風格。有部分日本電視台系列的地方頻道會改為播放天氣預報。

## 著名系列作品
| 劇名                          | 原作                                         | 主演                                                                                | 製作公司                                          | 系列集數 | 播出年期        | 備註 |
| ----------------------------- | -------------------------------------------- | ----------------------------------------------------------------------------------- | ------------------------------------------------- | -------- | --------------- | --- |
| 淺見光彦迷案系列 （）         | 内田康夫                                     | 水谷豐                                                                              | 近代映畫協會                                      | 8        | 1986年 - 1990年 | |
| 輕井澤迷案系列 （）           | /                                            | 高橋由美子                                                                          | 東寶（第1作・第2作） NTV映像中心（第3作 - 第7作） | 7        | 2001年 - 2005年 | |
| 監察醫・室生亞季子系列 （）   | 宮川一郎 （原案）                            | 浜木綿子                                                                            | 東映                                              | 37       | 1986年 - 2005年 | 是《週二懸疑劇場》製作過最多次數的系列作品。 |
| 救急指定病院系列 （）         | /                                            | 池上季實子                                                                          | 總合Vision                                        | 10       | 1992年 - 1999年 | |
| 九門法律相談所系列 （）       | 和久峻三                                     | 山崎努                                                                              | 日本映像                                          | 11       | 1993年 - 1999年 | |
| 刑事・鬼貫八郎系列 （）       | 鮎川哲也                                     | 大地康雄                                                                            | 國際放映                                          | 18       | 1993年 - 2005年 | |
| 警視廳鑑識班系列 （）         | 前川洋一 （原案）                            | 西村和彦                                                                            | Japan Vistec                                      | 19       | 1996年 - 2005年 | 直至第二次前都以劇名「警視廳鑑識課」播映。 2004年以劇名「警視廳鑑識課班2004」於週三連續劇播出連續劇。 本作是週二懸疑劇場唯一被製作成連續劇的劇目。 |
| 警部補 佃次郎系列 （）        | 夏樹靜子 五十嵐均                            | 西郷輝彦                                                                            | TELEPACK                                          | 21       | 1996年 - 2005年 | |
| 檢事・霞夕子系列 （）         | 夏樹静子                                     | 桃井薰（1985年 - 1993年） 鷲尾依紗子（1994年 - 2003年） 床嶋佳子（2003年 - 2005年） | 東海映畫社 →NTV映像中心 →UNION映畫                | 35       | 1985年 - 2005年 | |
| 檢事霧島三郎系列 （）         | 高木彬光                                     | 北大路欣也                                                                          | C.A.L                                             | 7        | 1994年 - 1999年 | |
| 小京都迷案系列 （）           | 山村美紗                                     | 片平渚                                                                              | 大映電視                                          | 30       | 1989年 - 2001年 | |
| 身邊警護系列 （）             | /                                            | 勝野洋                                                                              | 千里                                              | 12       | 1998年 - 2003年 | |
| 地方記者・立花陽介系列 （）   | /                                            | 水谷豐                                                                              | 近代映畫協會 →OCELOT                              | 20       | 1993年 - 2003年 | |
| 當值律師系列 （）             | 小杉健治                                     | 坂口良子                                                                            | 磯田事務所                                        | 8        | 1995年 - 1999年 | |
| 審訊室系列 （）               | 笹沢左保                                     | 碇矢長介                                                                            | 日本電視Enterprise                                | 19       | 1994年 - 2003年 | |
| 無名偵探系列 （）             | 比爾·普隆齊尼                                | 緒形拳                                                                              | 鈍牛俱樂部                                        | 12       | 1982年 - 1996年 | |
| 律師朝日岳之助系列 （）       | 姉小路祐                                     | 小林桂樹                                                                            | 國際放映                                          | 23       | 1989年 - 2005年 | |
| 律師・高林鮎子系列 （）       | 宮脇俊三（第1作） 津村秀介（第2作 - 第34作） | 真野梓                                                                              | 東映                                              | 34       | 1986年 - 2005年 | |
| 街之醫者・神山治郎系列 （）   | 宮川一郎 （原案）                            | 高橋英樹                                                                            | 東映                                              | 9        | 2001年 - 2005年 | |
| 盲人偵探・松永禮太郎系列 （） | /                                            | 古谷一行                                                                            | UNION映畫                                         | 13       | 1993年 - 2001年 | |
| 六月的新娘系列 （）           | （由多部獨立製作的劇集所組成）               | （由多部獨立製作的劇集所組成）                                                      | （由多部獨立製作的劇集所組成）                    | 46       | 1986年 - 2005年 | |
| 我城系列 （）                 | 伊凡·亨特                                    | 渡邊謙                                                                              | 近代映畫協會→OCELOT                               | 10       | 1992年 - 1998年 | |

## 播映頻道
播放《週二懸疑劇場》的電視台以日本電視台系列的電視台為主。有一部分的電視台因為節目編排的原因而需要改於其他日子播出，亦因此這些電視台會改以不同的節目名稱，例如《週六懸疑劇場》等播出。
| 廣播地區       | 播映頻道               | 所屬系列                                     | 播映日期・播映時間                              | 備註       |
| -------------- | ---------------------- | -------------------------------------------- | ----------------------------------------------- | ---------- |
| 關東廣域圏     | 日本電視台(NTV)        | 日本電視台系列                               | 星期二 晚上21時00分 - 22時54分                  | 節目制作局 |
| 北海道         | 札幌電視台(STV)        | 日本電視台系列                               | 星期二 晚上21時00分 - 22時54分                  |            |
| 青森縣         | 青森放送(RAB)          | 日本電視台系列                               | 星期二 晚上21時00分 - 22時54分                  |            |
| 岩手縣         | 岩手電視台(TVI)        | 日本電視台系列                               | 星期二 晚上21時00分 - 22時54分                  |            |
| 宮城縣         | 宮城電視台(mm34→MMT)   | 日本電視台系列                               | 星期二 晚上21時00分 - 22時54分                  |            |
| 秋田縣         | 秋田放送(ABS)          | 日本電視台系列                               | 星期二 晚上21時00分 - 22時54分                  |            |
| 山形縣         | 山形放送(YBC)          | 日本電視台系列                               | 星期二 晚上21時00分 - 22時54分                  |            |
| 福島縣         | 福島中央電視台(FCT)    | 日本電視台系列                               | 星期二 晚上21時00分 - 22時54分                  |            |
| 山梨縣         | 山梨放送(YBS)          | 日本電視台系列                               | 星期二 晚上21時00分 - 22時54分                  |            |
| 新潟縣         | TV新潟放送網(TNN→TeNY) | 日本電視台系列                               | 星期二 晚上21時00分 - 22時54分                  |            |
| 長野縣         | 信州電視台(TSB)        | 日本電視台系列                               | 星期二 晚上21時00分 - 22時54分                  |            |
| 靜岡縣         | 靜岡第一電視台(SDT)    | 日本電視台系列                               | 星期二 晚上21時00分 - 22時54分                  |            |
| 中京廣域圏     | 中京電視台(CTV)        | 日本電視台系列                               | 星期二 晚上21時00分 - 22時54分                  |            |
| 富山縣         | 北日本放送(KNB)        | 日本電視台系列                               | 星期二 晚上21時00分 - 22時54分                  |            |
| 石川縣         | 金澤電視台(KTK)        | 日本電視台系列                               | 星期二 晚上21時00分 - 22時54分                  |            |
| 福井縣         | 福井放送(FBC)          | 日本電視台系列 朝日電視台系列                | 星期二 晚上21時00分 - 22時54分                  |            |
| 近畿廣域圏     | 讀賣電視台(YTV → ytv)  | 日本電視台系列                               | 星期二 晚上21時00分 - 22時54分                  |            |
| 鳥取縣・島根縣 | 日本海電視台(NKT)      | 日本電視台系列                               | 星期二 晚上21時00分 - 22時54分                  |            |
| 廣島縣         | 廣島電視台(HTV)        | 日本電視台系列                               | 星期二 晚上21時00分 - 22時54分                  |            |
| 山口縣         | 山口放送(KRY)          | 日本電視台系列                               | 星期二 晚上21時00分 - 22時54分                  |            |
| 德島縣         | 四國放送(JRT)          | 日本電視台系列                               | 星期二 晚上21時00分 - 22時54分                  |            |
| 香川縣・岡山縣 | 西日本放送(RNC)        | 日本電視台系列                               | 星期二 晚上21時00分 - 22時54分                  |            |
| 愛媛縣         | 南海放送(RNB)          | 日本電視台系列                               | 星期二 晚上21時00分 - 22時54分                  |            |
| 高知縣         | 高知放送(RKC)          | 日本電視台系列                               | 星期二 晚上21時00分 - 22時54分                  |            |
| 福岡縣         | 福岡放送(FBS)          | 日本電視台系列                               | 星期二 晚上21時00分 - 22時54分                  |            |
| 長崎縣         | 長崎國際電視台(NIB)    | 日本電視台系列                               | 星期二 晚上21時00分 - 22時54分                  |            |
| 熊本縣         | 熊本縣民電視台(KKT)    | 日本電視台系列                               | 星期二 晚上21時00分 - 22時54分                  |            |
| 鹿兒島縣       | 鹿兒島讀賣電視台(KYT)  | 日本電視台系列                               | 星期二 晚上21時00分 - 22時54分                  |            |
| 大分縣         | 大分電視台(TOS)        | 日本電視台系列 富士電視台系列                | 星期六 中午12時00分 - 13時54分 （延遲播出）     |            |
| 宮崎縣         | 宮崎電視台(UMK)        | 日本電視台系列 富士電視台系列 朝日電視台系列 | 星期六深夜 （延遲播出）                         |            |
| 沖繩縣         | 沖繩電視台(OTV)        | 富士電視台系列                               | 星期六 中午12時00分 - 13時54分 （延遲四日播出） |            |

### 過去曾播放的頻道
| 廣播地區 | 播映頻道          | 所屬系列                      | 節目名稱                                                                    | 播映時間                                                      | 播映期間                      |
| -------- | ----------------- | ----------------------------- | --------------------------------------------------------------------------- | ------------------------------------------------------------- | ----------------------------- |
| 石川縣   | 北陸放送(MRO)     | TBS系列                       | MRO週六劇場                                                                 | 星期六 中午12時00分 - 13時54分                                | 1981年10月3日 - 1990年3月31日 |
| 長崎縣   | 長崎電視台(KTN)   | 日本電視台系列 富士電視台系列 | 週二懸疑劇場（刪減2分鐘成一小時前編） 週六懸疑劇場（刪減2分鐘成一小時後編） | 星期二 晚上22時00分 - 22時54分 星期六 下午15時00分 - 15時54分 | 1981年10月6日 - 1990年9月29日 |
| 熊本縣   | 熊本放送(RKK)     | TBS系列                       | 懸疑劇場                                                                    | 不詳                                                          | 不詳 - 1982年3月              |
| 鹿兒島縣 | 鹿兒島電視台(KTS) | 日本電視台系列 富士電視台系列 | 週二懸疑劇場 （分成前後編播出，每週只播出一小時）                           | 星期二 晚上22時00分 - 22時54分                                | 1981年10月6日 - 1982年9月28日 |
| 鹿兒島縣 | 鹿兒島電視台(KTS) | 日本電視台系列 富士電視台系列 | 週日懸疑劇場                                                                | 星期日 晚上21時00分 - 22時54分                                | 1982年10月3日 - 1985年3月31日 |
| 鹿兒島縣 | 鹿兒島電視台(KTS) | 日本電視台系列 富士電視台系列 | 週五懸疑劇場                                                                | 星期五 晚上23時55分 - 25時49分                                | 1990年4月6日 - 1992年3月27日  |
| 鹿兒島縣 | 南日本放送(MBC)   | TBS系列                       | 週四懸疑劇場                                                                | 星期四 晚上24時54分 - 26時48分                                | 1992年4月2日 - 1992年9月24日  |
| 鹿兒島縣 | 南日本放送(MBC)   | TBS系列                       | MBC懸疑劇場                                                                 | 星期五 晚上24時54分 - 26時48分                                | 1992年10月2日 - 1994年3月25日 |

1. ↑  現時已統一至富士電視台系列。
2. ↑  現時已統一至富士電視台系列。

## 備注
1. ↑  直至節目最終回時期的正常播放時間。節目開始當初的播放時間為21:02 - 22:54，自2005年4月起因取消事前介紹劇場內容的二分鐘小節目，劇場因而提前至九時正播放。另外1986年4月之後，因應後續節目《體育新聞》（1994年4月之後為《NNN今日事件》）的開始時間的更改，劇場的結束時間亦有數度變更。
2. ↑  木森逝世後的編曲者不詳。
3. ↑  . ORICON STYLE.   [2016-01-12]. （原始内容存档于2021-05-05）.
4. ↑  . ORICON STYLE.   [2016-01-12]. （原始内容存档于2021-05-05）.
5. ↑  . ORICON STYLE.   [2016-01-12]. （原始内容存档于2021-05-05）.
6. ↑  . ORICON STYLE.   [2016-01-12]. （原始内容存档于2021-05-05）.
7. ↑  . レコチョク.   [2016-01-12]. （原始内容存档于2021-05-05）.
8. ↑  自1989年6月起使用竹內瑪莉亞的Single Again為主題曲的時期同時經歷第二代及第三代《閃回曲》開場音樂，此主題曲直至第四代開場片段完結前的1989年9月一直使用。
9. ↑  副聲道的提供對初期的單聲道作品，札幌電視台的札幌都市圏以外的地域、CS日視（日语：シーエス日本）、BS日視等播出頻道除外。在日視Plus的播放當初亦未實行副聲道提供，現時一部分的作品會實行副聲道提供。地面電視的重播有時亦不會提供副聲道。

## 外部連結
- 火曜サスペンス劇場
  - 1997年4月 - 2000年1月のラインナップ
  - 2000年2月 - 2005年9月のラインナップ
  - 2002年9月 - 2004年7月 火曜サスペンス劇場 Back number
- 火曜サスペンス劇場の部屋 - 放送開始からの作品一覧
- STAFF名鑑プロデューサー編 （页面存档备份，存于） - 日本テレビ主要プロデューサー
- サスペンス名作選 （页面存档备份，存于） - BS日テレ

| 日本電視台 週二21:00 - 21:02時段                                       | 日本電視台 週二21:00 - 21:02時段             | 日本電視台 週二21:00 - 21:02時段                 |
| ---------------------------------------------------------------------- | -------------------------------------------- | ------------------------------------------------ |
|                                                                        | 今夜的懸疑 ↓ 週二懸疑劇場猜謎 ↓ 週二懸疑劇場 |                                                  |
| 職業獵人 ※21:00 - 21:54 【日本電視台週二晚間九點連續劇】               | DRAMA COMPLEX ※21:00 - 22:54                 |                                                  |
| 日本電視台 週二21:02 - 21:03時段                                       |                                              |                                                  |
| 今夜的懸疑 ※21:00 - 21:02週二懸疑劇場 ※21:02 - 22:54 【縮短1分鐘繼續】 | 週二懸疑劇場猜謎 ↓ 週二懸疑劇場              | DRAMA COMPLEX ※21:00 - 22:54                     |
| 日本電視台 週二九時時段（1981.9.29 - 2005.9.27）                       |                                              |                                                  |
| 職業獵人 ※21:00 - 21:54 【直至這節目為止為劇集時段】                   | 週二懸疑劇場                                 | DRAMA COMPLEX ※21:00 - 22:54                     |
| 日本電視台 週二十時時段                                                |                                              |                                                  |
| 等待三年的女子 【直至這節目為止為週二劇場時段】                        | 週二懸疑劇場                                 | DRAMA COMPLEX ※21:00 - 22:54                     |
| 日本電視台 週二22:51 - 22:54時段                                       |                                              |                                                  |
| 等待三年的女子 ※22:00 - 22:54 【直至這節目為止為週二劇場時段】         | 週二懸疑劇場                                 | NNN Sports News ※22:51 - 23:00 【擴大3分鐘繼續】 |
| 日本電視台 週二22:51 - 22:52時段                                       |                                              |                                                  |
| NNN Sports News ※22:51 - 23:00                                         | 週二懸疑劇場                                 | DRAMA COMPLEX ※21:00 - 22:54                     |
| 日本電視台 週二22:52 - 22:54時段                                       |                                              |                                                  |
| 體育焦點 ※22:52 - 23:00 【縮短2分鐘繼續】                              | 週二懸疑劇場                                 | DRAMA COMPLEX ※21:00 - 22:54                     |
| 日本電視台 週二22:54 - 22:55時段                                       |                                              |                                                  |
| 體育焦點 ※22:54 - 23:00                                                | 週二懸疑劇場                                 | NNN今日事件 ※22:54 - 23:55 【擴大1分鐘繼續】     |